# ТОЗ-16
ТОЗ-16 — советский однозарядный малокалиберный карабин, предназначенный для промысловой и любительской охоты на птицу и мелкого пушного зверя. 

## История
Создан в 1956-1957 годы на Тульском оружейном заводе конструкторским коллективом (конструкторы Г. П. Носков, В. И. Чувахин, В. П. Огнев) под руководством В. Л. Чернопятова.
Карабин разработан на основе конструкции спортивной винтовки ТОЗ-8М с учётом опыта производства и эксплуатации охотничьей винтовки ТОЗ-11. У ТОЗ-8М были заимствованы 16 из 59 деталей и узлов ТОЗ-16.
В 1965 году стоимость ТОЗ-16 составляла 16 рублей.

## Конструкция
Карабин имеет продольно-скользящий поворотный затвор с предохранителем. Ударный механизм ударникового типа смонтирован в затворе. Спусковой механизм с предупреждением смонтирован в ствольной коробке. Взведение ударника осуществляется при перемещении затвора в переднее положение. Предохранитель кнопочного типа запирает шептало.
Прицел ТОЗ-16 состоит из трапециевидной мушки и открытого секторного прицела с установками до 250 м.
Ствол запрессован в корпус ствольной коробки, имеет коническую форму с утолщением на дульном срезе и рассверловкой на переднем торце, предохраняющей от механических повреждений. До 1984 года в канале ствола было четыре правых нареза (с шагом нарезов 350 мм), с 1984 года - шесть правых нарезов (с шагом нарезов 400 мм).
Ложа полупистолетной формы без выступа под щеку сделана из специально обработанной берёзы (известны также случаи изготовления винтовок этой модели с ложей из бука) и покрыта лаком. Наружные поверхности металлических деталей покрыты химическим оксидированием.
В целом, карабин безотказен и надежён в работе, прост по конструкции, удобен в обращении. Однако разборка и сборка затвора требуют специального инструмента, что в условиях промысловой охоты усложняет его эксплуатацию. 

## Варианты и модификации
- ТОЗ-16-01 - вариант ТОЗ-16 с секторным прицелом и прямоугольной мушкой с кольцевым намушником[6]. Приклад с пластмассовым затыльником[3]. Выпускался с 1977 года[4].
- ТОЗ-16-02 - вариант ТОЗ-16-01 с резиновым затыльником-амортизатором на прикладе[7]